# Abdullah Al Hilali
Abdullah Al Hilali (Arabisch: عبد الله الهلالي) (Nakhal, 1 januari 1970) is een Omaans voetbalscheidsrechter. Hij is sinds 2002 aangesloten bij zowel de wereldvoetbalbond FIFA als de continentale Asian Football Confederation.
Al Hilali trad sinds 2002 op tijdens internationale voetbalwedstrijden, bijvoorbeeld bij de Olympische Spelen van 2002 in Peking, de AFC Champions League van 2009 en kwalificatiewedstrijden voor het Wwereldkampioen van 2010. Tijdens de Olympische Spelen in Peking heeft hij de eerste groepswedstrijd tussen Servië en Argentinië gefloten, waarbij hij Dusko Tosic een rode kaart gaf. In 2006 was hij scheidsrechter voor AFC Jeugdkampioenschap 2006 in India. Op 28 januari 2009 was Al Hilali de scheidsrechter voor Jemen tegen Hong Kong kwalificatie voor de AFC Asian beker 2011. Op 10 juni 2009 was hij scheidsrechter voor Australië tegen Bahrein.